# Monsieur Bébé
Pour plus de détails, voir Fiche technique et Distribution.
Monsieur Bébé (titre original : A Bedtime Story) est un film américain réalisé par Norman Taurog, sorti en 1933.

## Synopsis
Un play-boy parisien se retrouve contraint de prendre soin d'un bébé abandonné.

## Fiche technique
- Titre original : A Bedtime Story
- Réalisation : Norman Taurog
- Scénario : Nunnally Johnson, Waldemar Young, d'après un roman de Roy Horniman
- Adaptation : Benjamin Glazer
- Photographie : Charles Lang
- Montage : Otho Lovering
- Musique : Karl Hajos, John Leipold, Ralph Rainger
- Producteur délégué : Emanuel Cohen
- Société de production : Paramount Pictures
- Pays de production :  États-Unis
- Langue : Anglais américain
- Format : Noir et blanc — 35 mm — 1,37:1 — Son : Mono
- Genre : Comédie romantique, film musical
- Durée : 87 minutes
- Date de sortie: 
  - États-Unis : 21 avril 1933[2]

## Distribution
- Maurice Chevalier : Monsieur René
- Helen Twelvetrees : Sally

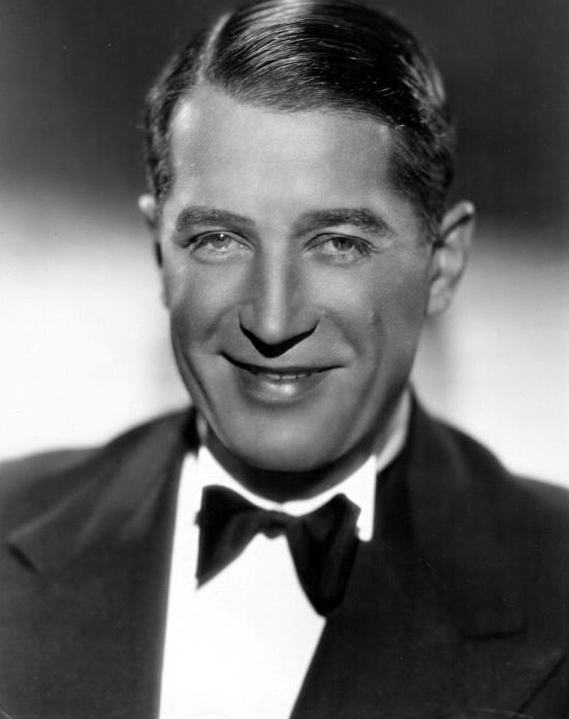
Maurice Chevalier dans les années 1930.

- Edward Everett Horton : Victor Dubois
- Adrienne Ames : Paulette
- Baby LeRoy : Monsieur "Baby"
- Earle Foxe : Max de l'Enclos
- Leah Ray : Mademoiselle Gabrielle
- Betty Lorraine : Suzanne Dubois
- Gertrude Michael : Louise
- Ernest Wood : Robert
- Lillian Elliott : l'épouse d'Aristide
- George MacQuarrie : Henry Joudain
- Frank Reicher

## À noter
- Les chansons du film ont été écrites par Ralph Rainger et Leo Robin[3].
- Maurice Chevalier chante la chanson Goodnight Monsieur Baby pour le bébé dont il doit s'occuper[4].